# Katalin Juhász-Nagy
Dans le nom hongrois Juhász-Nagy Katalin, le nom de famille précède le prénom, mais cet article utilise l’ordre habituel en français Katalin Juhász-Nagy, où le prénom précède le nom.
Katalin Juhász-Nagy, née le 24 novembre 1932 à Hódmezővásárhely, est une escrimeuse hongroise.

## Carrière
Elle dispute les Jeux olympiques d'été de 1960 et de 1964, remportant successivement la médaille d'argent puis la médaille d'or en fleuret par équipes. Elle termine également cinquième de l'épreuve individuelle de fleuret aux Jeux de 1964.

## Palmarès
- Jeux olympiques d'été
  -  Médaille d'or par équipes aux Jeux olympiques d'été de 1964 à Tokyo
  -  Médaille d'argent par équipes aux Jeux olympiques d'été de 1960 à Rome

- Championnats du monde
  -  Médaille d'or par équipes aux championnats du monde 1959 à Budapest
  -  Médaille d'or par équipes aux championnats du monde 1962 à Buenos Aires
  -  Médaille d'or par équipes aux championnats du monde 1967 à Montréal
  -  Médaille d'argent par équipes aux championnats du monde 1961 à Turin
  -  Médaille d'argent par équipes aux championnats du monde 1963 à Gdańsk
  -  Médaille de bronze en individuel aux championnats du monde 1962 à Buenos Aires
  -  Médaille de bronze en individuel aux championnats du monde 1963 à Gdańsk